# 보험보조자
보험보조자란 보험대리상과 보험중개인을 지칭한다. 보험대리상이란 일정한 보험자를 위하여 상시 그 보험계약의 체결을 대리하거나 중개하는 독립된 상인을 말하며, 보험중개인이란 보험자와 보험계약자의 계약체결을 중개하는 독립된 상인이다. 특정한 보험자만을 위하여 중개하는 것이 아니라는 점에서 중개대리상에서 구별된다.

## 같이 보기
- 보험계약